# Jack Teagarden
Jack Teagarden (Vernon, 1905. augusztus 20. – New Orleans, 1964. január 15.) amerikai dzsesszzenész: harsonás, énekes.
Scott Yannow, az AllMusic kritikusa szerint Teagarden a maga idejében legkiválóbb amerikai harsonás, és az egyik legjobb énekes volt. Louis Armstrong pedig a legjobb barátja volt. Teagardent a korai bebop korszak leginnovatívabb dzsessz-harsonásának tartják. Harsonajátéka jórészt ösztönös volt, és számos szokatlan, újszerű speciális effektust hozott létre a hangszeren.

## Pályafutása
1920-tól a texasi San Antonioban többek között Peck Kelley zongista együttesével játszott. Az 1920-as évek közepén különböző zenekarokkal mindenfelé fellépett az Amerikai Egyesült Államokban. 1927-ben New Yorkban több zenekarral is együttműködött. 1928-ban a Ben Pollack zenekarában játszott. Az 1920-as évek végén olyan zenekarvezetőkkel és zenészekkel készített felvételeket, mint Louis Armstrong, Benny Goodman, Bix Beiderbecke, Red Nichols, Jimmy McPartland, Mezz Mezzrow, Glenn Miller, Eddie Condon és Fats Waller.
1931-ben Teagarden zenekara felvette a „Chances Are” című számot, amelyen Fats Waller zongorázik, ő maga pedig énekel és harsonázik. Glen Miller és Teagarden dalszöveget írtak Spencer Williams Basin Street Bluesához, amelyet aztán Teagarden élete végéig játszott.
Teagarden a nagy gazdasági világválság idején anyagi biztonságára törekedve exkluzív szerződést írt alá a Paul Whiteman Orchestrával. 1946-ban csatlakozott Louis Armstrong All Stars-jához. 1951-től ismét saját zenekarát vezette.
58 évesen New Orleansban halt meg tüdőgyulladásban.

## Albumok
- Big Jazz with Rex Stewart (1953)
- Holiday in Trombone (1954)
- Jack Teagarden Plays and Sings (1954)
- Meet the New Jack Teagarden Volume I (1954)
- Jazz Great (1955)
- Accent On Trombone (1955)
- Big T's Jazz (1956)
- This Is Teagarden! (1956)
- Swing Low, Sweet Spiritual (1957)
- Jazz Ultimate with Bobby Hackett (1958)
- Jack Teagarden at the Roundtable (1959)
- Shades of Night (1959)
- Mis'ry and the Blues (1961)
- Think Well of Me (1962)
- The Dixie Sound of Jack Teagarden (1962)
- Jack Teagarden (1962)
- The Blues and Dixie (1963)
- A Portrait of Mr. T (1963)
- Swinging Down in Dixie (1963)
- King of the Blues Trombone (1963)
- Big T's Dixieland Band (1977)
- Big T & the Condon Gang (1978)
- Original Dixieland (1978)
- Big Band Jazz (1979)
- Mighty Like a Rose (1979)
- The Swingin' Gate (Jasmine, 1981)
- The Big Band Sound of Bunny Berigan & Jack Teagarden (1982)
- Tribute to Teagarden (1983)
- Birth of a Band (1985)
- 100 Years from Today (1990)
- The Complete Capitol Fifties Jack Teagarden Sessions (1996)
- It's Time for T (2006)

## Filmek
- Jack Teagarden az IMDb-n

## Fordítás
- Ez a szócikk részben vagy egészben  a   Jack Teagarden című angol Wikipédia-szócikk ezen változatának fordításán alapul.  Az eredeti cikk szerkesztőit annak laptörténete sorolja fel. Ez a jelzés csupán a megfogalmazás eredetét és a szerzői jogokat jelzi, nem szolgál a cikkben szereplő információk forrásmegjelöléseként.